# Kawasaki H1R
Die Kawasaki H1R war ein Rennmotorrad des japanischen Herstellers Kawasaki, das für den Einsatz in der Motorrad-Weltmeisterschaft sowie für Langstreckenrennen entwickelt wurde. Die H1R entstand aus dem Serienmodell Kawasaki 500 H1. Etwa 60 Exemplare wurden hergestellt.

## Geschichte und Technik

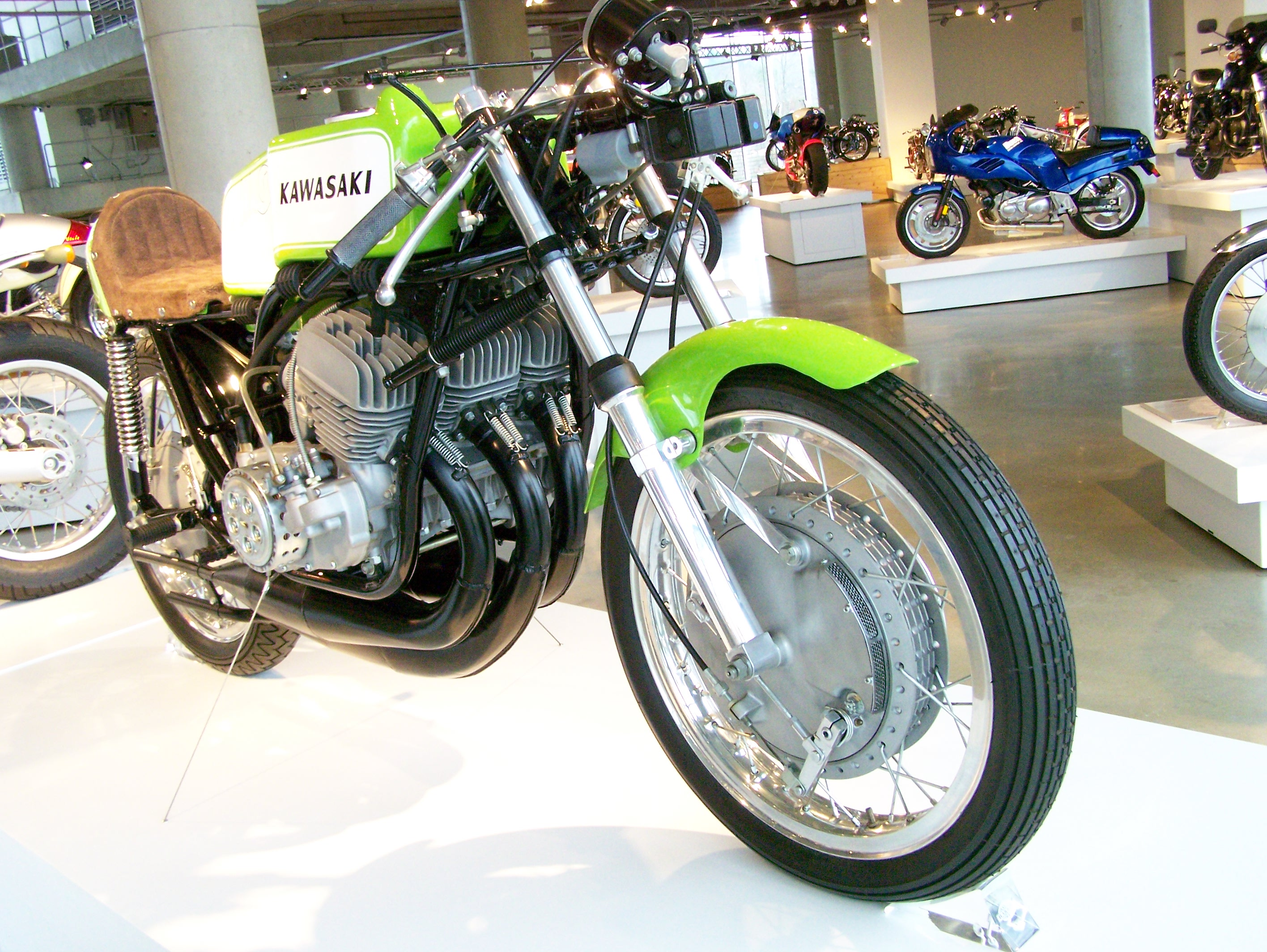
1972er Kawasaki H1RA 2 ohne Verkleidung mit Blick auf den 3-Zylinder-Motor

Nachdem man die Leistungsfähigkeit des luftgekühlten Dreizylinders in der im September 1968 vorgestellten Kawasaki Mach III erkannte, wurde 1969 ein überarbeiteter Motor in leicht modifizierten Motorradrahmen für die Daytona 200, Isle of Man TT und Bol d’Or – auch von Werksfahrern – eingesetzt. Die Baubreite des Motors von über 53 cm, bedingt durch außen liegenden Zündverteiler und Lichtmaschine, entsprach dabei nicht den gängigen Rennmaschinen. Die dadurch reduzierte Schräglagenfreiheit musste durch eine höhere Positionierung des Motors ausgeglichen werden. Der mit einer konventionellen Zündung und 35-mm-Mikuni-Vergaser ausgerüstete, nahezu serienmäßige Motor erreichte 1969 eine Leistung von 75 PS bei 9.000/min. Speziell angefertigt wurde die Teleskopgabel und die 250-mm-Duo-Duplex-Bremse am Vorderrad. Das Rennmotorrad rollte auf Reifen der Dimension 3.00–18 (vorne) und 3.50–18 (hinten).
1970 belegte die Kawasaki H1R in der Motorrad-Weltmeisterschaft der Klasse bis 500 cm³ unter dem Privatfahrer Ginger Molloy den zweiten Platz in der Gesamtwertung hinter Giacomo Agostini auf MV Agusta. 1971 wurde die Weiterentwicklung, die HR1A mit 80 PS bei 9.500/min vorgestellt. Dave Simmonds gelang mit diesem Modell ein Sieg beim Großen Preis von Spanien 1971. 1972 wurde die Konkurrenz für die H1RA größer und damit deren Erfolge geringer. Insbesondere der hohe Verbrauch von 18,8 Liter auf 100 km stellte bei längeren Strecken einen Nachteil dar. Für das 1973er Modell kamen noch Scheibenbremsen am Vorderrad zum Einsatz, Privatfahrer setzten das Rennmotorrad bis Ende 1974 bei Rennen ein. Für 1975 kam noch eine wassergekühlte Werksmaschine (H1RW) zum Einsatz; Mick Grant gewann damit das Senior-Rennen bei der Isle of Man TT.